# Аргентинская академия литературы
Аргентинская академия литературы (исп. Academia Argentina de Letras) — организация, ведущая исследования и консультации в сфере использования испанского языка в Аргентине. Создана 13 августа 1931 года в Буэнос-Айресе, с момента учреждения поддерживает связи с Королевской академией испанского языка с другими организациями — членами Ассоциации академий испанского языка, с 1999 года официально является организацией-корреспондентом этой Ассоциации.
В настоящее время в состав Академии входит 24 постоянных члена: учёные-лингвисты и литературоведы, работающие в сфере испанского языка и литературы, писатели, переводчики, среди них — Сантьяго Ковадлофф, Хосе Луис Моуре, Хорхе Фернандес Диас и другие.